# Mario Chávez
Mario Humberto Chávez (La Ceiba, Honduras; 2 de junio de 1989) es un futbolista hondureño. Juega como lateral izquierdo, su primer equipo fue el Club Deportivo Vida. Actualmente se encuentra sin equipo.

## Trayectoria
Comenzó su carrera como futbolista en 2008 jugando para el Club Deportivo Vida, pero debido a su juventud no tuvo mucha participación con el equipo y fue cedido en calidad de préstamo al Deportes Savio. A su regreso al Club Deportivo Vida llegó el entrenador Carlos Martínez (Carlon) y debido a su buen desempeno fue tomado en cuenta para el equipo titular consolidándose en la posición de lateral izquierdo en el Club Deportivo Vida, donde tuvo una excelente participación. Salió del Club Deportivo Vida en el 2013, tras finalizar su contrato. En el año 2014 existieron rumores de que ficharía por la Liga Deportiva Alajuelense de Costa Rica, pero no se concretó nada.

## Selección nacional
En 2011 fue tomado en cuenta por el técnico de la selección mayor Luis Fernando Suárez para los partidos amistosos ante la Selección de fútbol de Colombia en el Red Bull Arena de Estados Unidos, y ante la Selección de fútbol de Paraguay en el Estadio Olímpico Metropolitano de Honduras.

## Clubes
| Club              | País     | Año         |
| ----------------- | -------- | ----------- |
| Vida              | Honduras | 2008        |
| Deportes Savio    | Honduras | 2008 - 2009 |
| Vida              | Honduras | 2009 - 2013 |
| Honduras Progreso | Honduras | 2015        |
| Platense          | Honduras | 2016        |

## Palmarés

### Campeonatos nacionales
| Título          | Club              | País     | Año  |
| --------------- | ----------------- | -------- | ---- |
| Torneo Apertura | Honduras Progreso | Honduras | 2015 |

### Distinciones individuales
| Distinción     | Competencia               | Año  |
| -------------- | ------------------------- | ---- |
| Novato del año | Liga Nacional de Honduras | 2009 |